# NGC 4867
NGC 4867 is een elliptisch sterrenstelsel in het sterrenbeeld Hoofdhaar. Het hemelobject werd op 10 mei 1863 ontdekt door de Duits-Deense astronoom Heinrich Louis d'Arrest.

## Synoniemen
- MCG 5-31-62
- ZWG 160.222
- DRCG 27-133
- PGC 44568